# Leopold Méyet

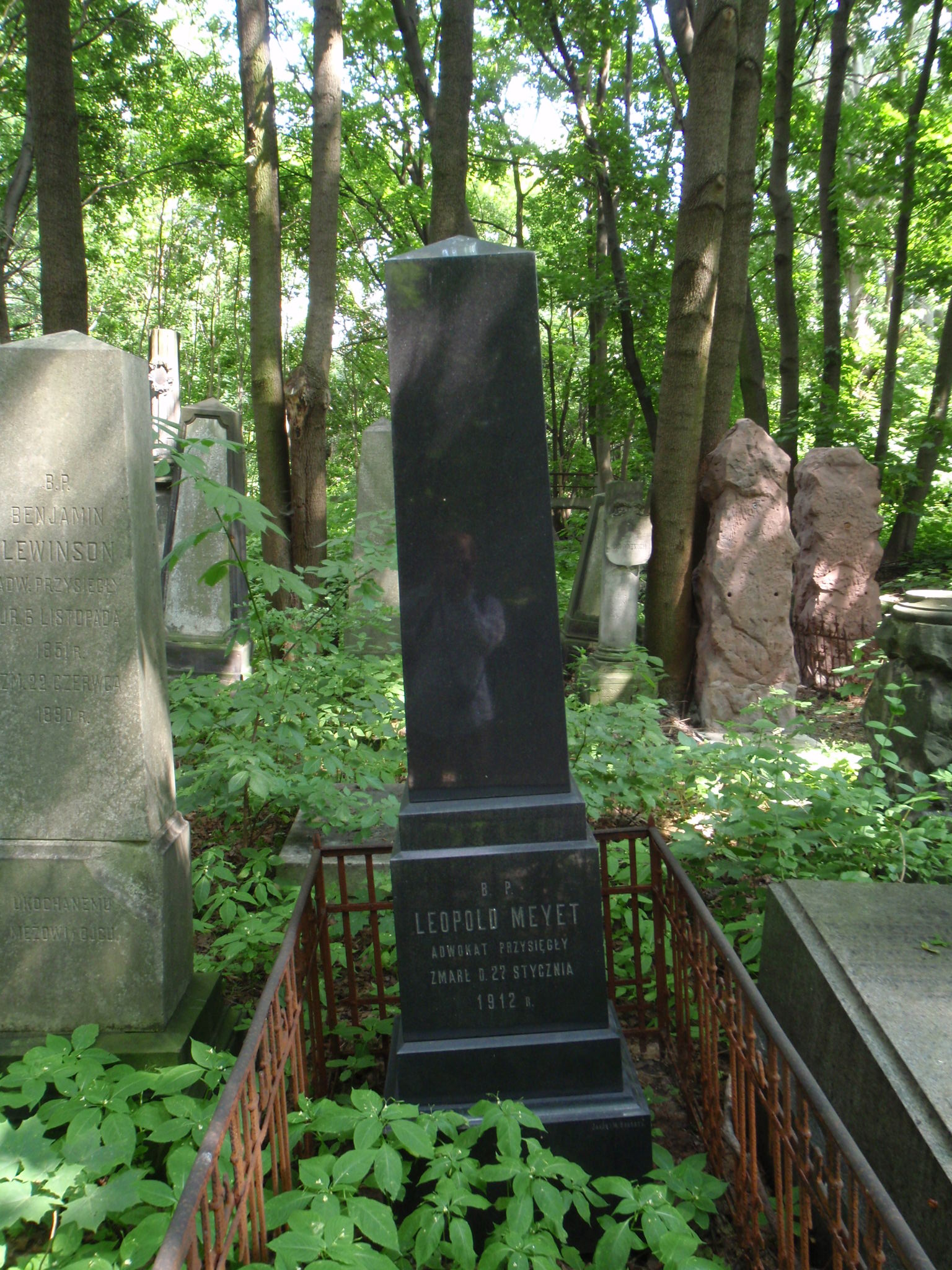
Grób Leopolda Méyeta na cmentarzu żydowskim w Warszawie

Leopold Méyet (ur. 1850 w Warszawie, zm. 27 stycznia 1912 tamże) – polski teoretyk prawa, adwokat, kolekcjoner pamiątek epoki romantyzmu, bibliofil, literat i filantrop. W lutym 1909 r. zatwierdzony na członka Komitetu budowania pomnika Chopina w Warszawie (Łazienki). Od 20 maja 1909 do 1912 sekretarz Komitetu.

## Życiorys
Urodził się jako syn Ludwika. Pochodził z zasymilowanej rodziny żydowskiej wywodzącej się z Francji. Uczył się w elitarnej i patriotycznej szkole Jana Nepomucena Leszczyńskiego oraz w I Gimnazjum Realnym w Warszawie. Studiował na Wydziale Prawa i Administracji w Szkole Głównej Warszawskiej, a po jej zamknięciu obronił w 1870 dyplom na rosyjskim Uniwersytecie Cesarskim w Warszawie. W 1873 przyczynił się do powstania „Biblioteki Umiejętności Prawnych”. Współpracował z czasopismami takimi jak „Prawda”, „Niwa”, „Bluszcz”, „Kółko Domowe”, „Świat”, „Świt”, „Tygodnik Ilustrowany”, „Kurier Warszawski” czy „Biesiada Literacka”. Publikował opracowania z dziedziny prawniczej oraz teksty o charakterze społecznym i kulturalnym. Jego artystyczna twórczość literacka nie została doceniona przez ówczesną krytykę. Jednym z głównych zagadnień którym się poświęcił była praca u podstaw mająca na celu asymilację Żydów polskich w społeczeństwie. Związał się z inteligencją wyrosłą na ideałach pozytywizmu. Serdeczna przyjaźń łączyła go z Elizą Orzeszkową, Stanisławem Krzemińskim, Marią Konopnicką, Wilhelminą Zyndram-Kościałkowską, Piotrem Chmielowskim, Aleksandrem Świętochowskim, Aleksandrem Krausharem, Samuelem Dicksteinem, Henrykiem Dobrzyckim, Salomonem Lewentalem i Janem Karłowiczem (pisał hasła prawnicze do jego Słownika). Należał do Towarzystwa Naukowego Warszawskiego.
Był cenionym badaczem epoki romantyzmu polskiego. Wraz z Ferdynandem Hoesickiem opracował słynną dwutomową edycję Listów Juliusza Słowackiego (Lwów 1899). Méyet zasłynął jako zapamiętały kolekcjoner rozmaitych pamiątek, dokumentów i dzieł sztuki po narodowych wieszczach z Mickiewiczem, Słowackim i Krasińskim na czele. Zbierał i opracowywał chopiniana. Swe mieszkanie, które było także kancelarią adwokacką, przekształcił w muzeum epoki romantyzmu. Ogarnięty pasją zbieracza poświęcił wiele energii i majątku na gromadzenie dzieł sztuki. Swe zbiory (rzemiosło artystyczne, grafikę, rysunki, fotografie i malarstwo) zapisał w testamencie Warszawie. W 1915 trafiły one do Muzeum Sztuk Pięknych, dzisiejszego Muzeum Narodowego w Warszawie. Cenne druki, archiwa po Słowackich i Januszewskich oraz kolekcję autografów współczesnych kolekcjoner podarował Bibliotece Ordynacji Krasińskich. W większości zostały one unicestwione w czasie spalenia zbiorów bibliotecznych w 1944 roku. Chopiniana trafiły do zbiorów Warszawskiego Towarzystwa Muzycznego. Swój księgozbiór prawniczy zapisał Bibliotece Warszawskiego Towarzystwa Prawniczego. Z majątku pozostawionego przez kolekcjonera powstała Fundacja Szkolna im. Leopolda Méyeta, której celem miało być powołanie szkoły kształcącej dzieci z ubogich rodzin bez podziału na różnice wyznaniowe. W wyniku wybuchu I wojny światowej i dewaluacji rubla zamierzenie to nie zostało zrealizowane. 
Dla uczczenia jego pamięci w 1931 jego imieniem nazwano szkołę podstawową nr 195 w Warszawie przy ul. Okopowej.
Leopold Méyet jest pochowany w alei głównej cmentarza żydowskiego przy ulicy Okopowej w Warszawie (kwatera 68, rząd 1).